# Пруды (Шатурский район)
Пруды — деревня в Шатурском муниципальном районе Московской области, в составе сельского поселения Радовицкое. Расположена в юго-восточной части Московской области. Население — 17 чел. (2013).

## Название
В письменных источниках деревня упоминается как Пруды. На картах конца XIX века обозначена как Прудки.

## Физико-географическая характеристика
Деревня расположена в пределах Мещёрской низменности, относящейся к Восточно-Европейской равнине, на высоте 132 м над уровнем моря. Рельеф местности равнинный. Со всех сторон деревня окружена лесом. В 3,5 км к юго-востоку от деревни находится озеро Сыльма и в 3 км к югу — озеро Поганое.
По автомобильной дороге расстояние до МКАД составляет около 156 км, до районного центра, города Шатуры, — 68 км, до ближайшего города Спас-Клепики Рязанской области — 44 км. Ближайший населённый пункт — деревня Обухово, расположенная в 3 км к северо-востоку от Прудов. К северу от деревни находятся остатки бывшего пионерлагеря, функционировавшего в советское время.
Деревня находится в зоне умеренно континентального климата с относительно холодной зимой и умеренно тёплым, а иногда и жарким, летом. В окрестностях деревни распространены дерново-подзолистые почвы с преобладанием песков и супесей.
В деревне, как и на всей территории Московской области, действует московское время.

## История

### До 1861 года
До начала XX века Пруды входили в Егорьевский уезд Рязанской губернии и по грамоте царя Михаила Фёдоровича было пожаловано (1620) в вотчину Константину Сульменёву.
По данным X ревизии 1858 года, деревня принадлежала генерал-майору Николаю Петровичу Хрущеву. По сведениям 1859 года Пруды — владельческая деревня 2-го стана Егорьевского уезда по правую сторону Касимовского тракта, при колодцах. На момент отмены крепостного права владельцем деревни был помещик Хрущев.

### 1861—1917
После реформы 1861 года из крестьян деревни было образовано одно сельское общество, которое вошло в состав Дубровской волости.
В 1885 году был собран статистический материал об экономическом положении селений и общин Егорьевского уезда. В деревне было общинное землевладение. Земля была поделена по работникам. Практиковались переделы мирской земли — пашня делилась каждые 4-5 лет, а луга ежегодно. В общине отсутствовал лес, в связи с чем крестьянам приходилось покупать дрова для отопления изб. Надельная земля состояла из одного участка, в середине которого находилась деревня. Пашня была разделена на 52 участка. Земли не хватало, и 14 домохозяев арендовали 16 десятин луга за 80 рублей.
Почвы были песчаные и супесчаные с примесью ила. Пашни частично низменные, а частично — бугристые. Луга были плохие. В деревне было два небольших пруда и семь колодцев с хорошей водой. Своего хлеба хватало, но на продажу не бывало. Сажали рожь, овёс, гречиху и картофель. У крестьян было 16 лошадей, 20 коров, 67 овец, 21 свинья, а также 23 плодовых дерева, пчёл не держали. Избы строили деревянные, крыли деревом и железом, топили по-белому.
Деревня входила в приход села Ильмяны (Покров), там же находилась ближайшая школа. В самой деревне имелась деревянная часовня. Местных промыслов не было. Многие мужчины занимались отхожими промыслами, в основном плотничеством. На заработки уходили в Московскую губернию, Пронский и Зарайский уезд.
По данным 1905 года основным промыслом в деревне было плотничество. Ближайшее почтовое отделение и земская лечебница находились в селе Дмитровский Погост.

### 1917—1991
В 1919 году деревня Пруды в составе Дубровской волости была передана из Егорьевского уезда во вновь образованный Спас-Клепиковский район Рязанской губернии. В 1921 году Спас-Клепиковский район был преобразован в Спас-Клепиковский уезд, который в 1924 году был упразднён. После упразднения Спас-Клепиковского уезда деревня передана в Рязанский уезд Рязанской губернии. В 1925 году произошло укрупнение волостей, в результате которого деревня оказалась в укрупнённой Архангельской волости. В ходе реформы административно-территориального деления СССР в 1929 году деревня вошла в состав Дмитровского района Орехово-Зуевского округа Московской области. В 1930 году округа были упразднены, а Дмитровский район переименован в Коробовский.
В 1930 году деревня входила в Обуховский сельсовет. В 1954 году Обуховский и Шелогуровский сельсоветы объединены во вновь образованный Харлампеевский сельсовет.
Тринадцать уроженцев деревни были награждены боевыми орденами и медалями Великой Отечественной войны.
В 1953 году в деревня входила в колхоз имени Булганина.
3 июня 1959 года Коробовский район был упразднён, Харлампеевский сельсовет передан Шатурскому району.
С конца 1962 года по начало 1965 года Пруды входили в Егорьевский укрупнённый сельский район, созданный в ходе неудавшейся реформы административно-территориального деления, после чего деревня в составе Харлампеевского сельсовета вновь передана в Шатурский район.

### С 1991 года
В 1994 году в соответствии с новым положением о местном самоуправлении в Московской области Харлампеевский сельсовет был преобразован в Харлампеевский сельский округ. В 2005 году образовано сельское поселение Радовицкое, в которое вошла деревня Пруды.

## Население
| 1858 | 1859 | 1868 | 1885 | 1905 | 1993 | 2002 |
| ---- | ---- | ---- | ---- | ---- | ---- | ---- |
| 118  | ↗123 | ↘121 | ↗129 | ↗199 | ↘27  | ↘11  |
| 2006 | 2010 | 2011 | 2013 |      |      |      |
| ↘10  | ↗21  | ↘17  | →17  |      |      |      |

В переписях за 1858 (X ревизия), 1859 и 1868 годы учитывались только крестьяне. Число дворов и жителей: в 1850 году — 16 дворов; в 1858 году — 52 муж., 66 жен.; в 1859 году — 16 дворов, 52 муж., 71 жен.; в 1868 году — 16 дворов, 54 муж., 67 жен.
В 1885 году был сделан более широкий статистический обзор. В деревне проживало 129 крестьян (20 дворов, 68 муж., 61 жен.), из 23 домохозяев трое не имели своего двора. На 1885 год грамотность среди крестьян деревни составляла 13 % (17 человек из 129), также 3 мальчика посещали школу.
В 1905 году в деревне проживал 199 человек (31 двор, 90 муж., 109 жен.). Со второй половины XX века численность жителей деревни постепенно уменьшалась: в 1993 году — 17 дворов, 27 чел.; в 2002 году — 11 чел. (7 муж., 4 жен.).
По результатам переписи населения 2010 года в деревне проживало 21 человек (14 муж., 7 жен.), из которых трудоспособного возраста — 16 человек, старше трудоспособного — 3 человека, моложе трудоспособного — 2 человека. Жители деревни по национальности в основном русские (по переписи 2002 года — 100 %).

## Социальная инфраструктура
Ближайший магазин в деревне Харлампеево. Медицинское обслуживание жителей деревни обеспечивают фельдшерско-акушерский пункт в деревне Голыгино, Радовицкая участковая больница и Шатурская центральная районная больница. Ближайшее отделение скорой медицинской помощи расположено в Дмитровском Погосте. Среднее образование жители деревни получают в Радовицкой средней общеобразовательной школе.
Пожарную безопасность в деревне обеспечивает пожарная часть № 293, а также пожарные посты в деревне Евлево, селе Дмитровский Погост (пожарная часть № 275) и в посёлке санатория «Озеро Белое» (пожарная часть № 295).
Деревня электрифицирована, но не газифицирована. В соответствии с Программой «Развитие газификации в Московской области до 2017 года» подведение газа к деревне не планируется. Центральное водоснабжение отсутствует, потребность в пресной воде обеспечивается общественными и частными колодцами.

## Транспорт и связь
В 1,5 км от деревни проходит асфальтированная автомобильная дорога общего пользования МЕТК-Подлесная-Радовицкий мох, ближайший остановочный пункт маршрутных автобусов — остановка «Обухово».
От остановки «Обухово» ходят автобусы до села Дмитровский Погост (маршрут № 42), а также до города Егорьевска (маршрут № 67) и Москвы (маршруты № 332). Прямой автобусный маршрут, связывающий деревню с районным центром городом Шатурой, отсутствует. Ближайшая железнодорожная станция Кривандино Казанского направления находится в 57 км по автомобильной дороге.
В деревне доступна сотовая связь, обеспечиваемая операторами «Билайн» (2G и 3G), «МегаФон» (2G) и «МТС» (2G).
Ближайшее отделение почтовой связи, обслуживающее жителей деревни, находится в посёлке Радовицкий.
- Дорожный указатель на деревню
- Таксофон в деревне